# Chuck Rainey
Pour les articles homonymes, voir Rainey.
Charles Walter Rainey III, dit Chuck Rainey, né le 17 juin 1940 à Cleveland dans l'Ohio est un bassiste américain. 
Venu de la musique soul et du rhythm and blues, il a élargi son répertoire au jazz-rock, et de façon plus anecdotique au reggae.
Il a notamment été le bassiste d'Aretha Franklin et de Quincy Jones dans les années 1970, et participé à plusieurs albums de Steely Dan. Chuck Rainey est crédité à la basse sur plus de 1 000 albums ; il est l'un des bassistes les plus enregistrés de l'histoire de l'industrie discographique.

## Biographie
Chuck Rainey fait ses premiers pas au piano à cinq ans, puis à l'alto à neuf ans. Adolescent, il acquiert une éducation musicale à la trompette puis au tuba baryton et participe à divers orchestres de cuivres. Lors de ses obligations militaires, Rainey apprend alors la guitare rythmique et commence à jouer dans des groupes locaux. À son retour, il devient chef de section cuivre et achève ses études de musique. Après deux années au Lane College de Jackson dans le Tennessee, il arrête les études pour devenir musicien à plein temps. Il se tourne  alors vers la guitare basse et travaille comme bassiste de studio à New York, accompagnant parfois des concerts d'artistes comme Quincy Jones, Aretha Franklin et The Supremes. 
Il est brièvement membre du groupe de King Curtis, King Curtis & The Kingpins, mais en tournée il est souvent remplacé par Jerry Jemmott. C'est dans ce cadre qu'il a participé à la deuxième tournée des Beatles aux États-Unis. 
Il s'installe à Los Angeles en 1972 et poursuit sa collaboration avec Quincy Jones au sein du Jones' big band, et sa carrière de musicien de studio. À partir de 1974 et de l'album Pretzel Logic, on entend sa basse sur tous les albums de Steely Dan jusqu'à leur première séparation en 1981 : Katy Lied, The Royal Scam, Aja et Gaucho. 
Musicien doté d'une grande faculté d'adaptation, il a également démontré son sens de la pédagogie, en intervenant notamment au Musicians' Institute de Hollywood. Il a participé au livre d'Allan Slutsky en hommage au bassiste de Motown James Jamerson en 1989, Standing in the Shadows of Motown.

## Instruments
Chuck Rainey a admis au début des années 1980 dans une conférence au Musicians' Institute qu'il utilisait la même Fender Precision Bass de 1962. C'est cette basse qu'il joue sur le disque Aja de Steely Dan. Il a depuis été vu, pour répondre aux exigences de l'évolution de la guitare basse dans son utilisation en studio, avec des basses cinq cordes du luthier Stuart Spector. Chuck Rainey étant très connu au Japon, la marque Xotic lui a réalisé, sur ses exigences, une basse hybride "PJ". Il reste toutefois fidèle au modèle Precision Bass de Fender, qui est sa signature sonore.

## Discographie

### En tant que leader
- The Chuck Rainey Coalition (1972, Skye)
- Born Again (1981, Hammer 'N Nails)
- Hangin Out Right (1996, CharWalt)
- Sing and Dance (1998, CharWalt)

### En tant que bassiste de studio ou en concert
- 1965 : Red Holloway – Red Soul (Prestige)
- 1967 : Phil Upchurch – Feeling Blue (Milestone)
- 1968 : Hubert Laws – Laws' Cause (Atlantic)
- 1968 : David Newman – Bigger & Better (Atlantic), The Many Facets of David Newman (Atlantic)
- 1968 : Cal Tjader – Solar Heat
- 1968 : Laura Nyro – Eli and the Thirteenth Confession
- 1968 : J. J. Johnson and Kai Winding – Betwixt & Between (A&M/CTI)
- 1968 : Eddie Harris – Plug Me In (Atlantic)
- 1968 : Willie Bobo – A New Dimension (Verve)
- 1968 : George Benson – Goodies (Verve)
- 1969 : The Rascals – Freedom Suite
- 1969 : Gary McFarland – America the Beautiful
- 1969 : Hank Crawford – Mr. Blues Plays Lady Soul (Atlantic)
- 1969 : Yusef Lateef – Yusef Lateef's Detroit (Atlantic)
- 1969 : Quincy Jones – Walking in Space (CTI)
- 1969 : Lena Horne and Gábor Szabó – Lena & Gabor (Skye)
- 1969 : Dizzy Gillespie – Cornucopia (Solid State)
- 1969 : Gary Burton – Good Vibes (Atlantic)
- 1969 : Al Kooper – You Never Know Who Your Friends Are
- 1969 : Jimmy McGriff – Electric Funk
- 1970 : Johnny Pate – Outrageous
- 1970 : Junior Mance – With a Lotta Help from My Friends (Atlantic)
- 1970 : Shirley Scott – Something (Atlantic)
- 1970 : Billy Butler: Yesterday, Today & Tomorrow (Prestige)
- 1970 : Yusef Lateef – Suite 16 (Atlantic)
- 1970 : Ray Bryant – MCMLXX (Atlantic)
- 1970 : Roberta Flack – Chapter Two
- 1970 : Laura Nyro – Christmas and the Beads of Sweat
- 1970 : Lonnie Smith – Drives
- 1971 : Hank Crawford – It's a Funky Thing to Do (Cotillion)
- 1971 : Gato Barbieri – El Pampero (Flying Dutchman)
- 1971 : Donny Hathaway – Donny Hathaway
- 1971 : Yusef Lateef – The Gentle Giant (Atlantic)
- 1971 : Grant Green – Visions
- 1971 : Gene Ammons – My Way (Prestige), Free Again (Prestige)
- 1971 : Bernard Purdie Stand By Me (Whatcha See Is Whatcha Get) (Mega)
- 1971 : Roberta Flack – Quiet Fire
- 1971 : Mose Allison – Western Man (Atlantic)
- 1972 : The Crusaders – Hollywood
- 1972 : The Crusaders – 1
- 1972 : Hampton Hawes – Universe (Prestige)
- 1972 : Joe Walsh – Barnstorm
- 1972 : Phil Upchurch – Darkness, Darkness
- 1972 : Delaney, Bonnie & Friends – D&B Together
- 1972 : Charles Kynard – Woga (Mainstream)
- 1972 : Aretha Franklin – Amazing Grace
- 1972 : Tim Buckley – Greetings from L.A.
- 1973 : Donald Byrd – Black Byrd
- 1973 : Dave Mason – It's Like You Never Left
- 1973 : Margie Joseph – Margie Joseph
- 1973 : Afrique – Soul Makossa
- 1973 : David Newman – The Weapon (Atlantic)
- 1973 : Charles Kynard – Your Mama Don't Dance (Mainstream)
- 1973 : Mary McCreary – Butterflies In Heaven
- 1973 : Bobbi Humphrey – Blacks and Blues
- 1973 : David Clayton-Thomas – David Clayton–Thomas
- 1973 : Lightnin' Rod – Hustlers Convention
- 1973 : Donald Byrd – Street Lady
- 1973 : Aretha Franklin – With Everything I Feel in Me
- 1973 : Bette Midler – Bette Midler
- 1973 : Sammy Johns – Sammy Johns
- 1974 : Maggie Bell – Queen Of The Night
- 1974 : Donald Byrd – Stepping into Tomorrow
- 1974 : Bobbi Humphrey – Satin Doll
- 1974 : Marlena Shaw – Who Is This Bitch, Anyway?
- 1974 : Les McCann – Another Beginning
- 1974 : Peggy Lee – Let's Love
- 1974 : Steely Dan – Pretzel Logic
- 1975 : Donald Byrd – Places and Spaces
- 1975 : Johnny Hammond – Gears
- 1975 : Bobby Hutcherson – Linger Lane
- 1975 : Gene Harris – Nexus
- 1975 : Bobbi Humphrey – Fancy Dancer
- 1975 : Harvey Mason – Marching In The Street
- 1975 : Steely Dan – Katy Lied
- 1976 : John Handy – Hard Work (ABC/Impulse)
- 1976 : Robert Palmer – Some People Can Do What They Like
- 1976 : Nils Lofgren – Cry Tough
- 1976 : Patti Austin – End of a Rainbow (CTI)
- 1976 : Gene Harris – In a Special Way
- 1976 : Sérgio Mendes & Brasil '77 – Homecooking
- 1976 : Steely Dan – The Royal Scam
- 1976 : David T. Walker – On Love
- 1976 : Jackson Browne – The Pretender
- 1976 : King Errisson – The Magic Man
- 1976 : Marvin Gaye – I Want You
- 1976 : Betty Davis – Hangin' Out In Hollywood / Crashin' From Passion
- 1977 : Minnie Riperton – Stay in Love
- 1977 : Lara Saint Paul – Saffo Music
- 1977 : Tom Scott – Blow It Out
- 1977 : Steely Dan – Aja
- 1977 : Terence Boylan - Terence Boylan
- 1978 : Dusty Springfield – It Begins Again
- 1978 : Jiro Inagaki & Chuck Rainey Rhythm Section – Blockbuster
- 1978 : Leo Sayer – Leo Sayer
- 1978 : Frankie Valli – Valli is the Word
- 1978 : Tavares – Future Bound
- 1978 : D.C. LaRue – Confessions
- 1978 : Cheryl Lynn – Cheryl Lynn
- 1979 : Lowell George – Thanks, I'll Eat It Here
- 1979 : Leo Sayer – Here
- 1979 : Minnie Riperton – Minnie
- 1980 : Steely Dan – Gaucho
- 1981 : Rickie Lee Jones – Pirates
- 1982 : Larry Coryell – Fairyland
- 1982 : Ry Cooder – The Slide Area
- 1982 : Eye to Eye – Eye to Eye
- 1982 : Donald Fagen – The Nightfly
- 1997 : Andrés Calamaro – Alta suciedad

## Source
- Allan Slutsky, Standing in the Shadows of Motown, Hal Leonard Corporation, 1989.